# HTC One VX
De HTC One VX is een smartphone van het Taiwanese bedrijf HTC aangekondigd in oktober 2012. Het toestel is een mid-rangetelefoon van de HTC One-serie en is de opvolger van de HTC One V.

## Binnenkant
De One VX is uitgerust met het besturingssysteem Google Android versie 4.0, ook wel Ice Cream Sandwich genoemd. Op de standaard Android-interface wordt een grafische schil van HTC gelegd, genaamd HTC Sense UI. Dit is alweer de vierde versie van de grafische schil en is helemaal herontworpen zoals eigenlijk was bedoeld, om alles zo ruim mogelijk te laten lijken. De telefoon beschikt ook over Beats Audio, een techniek waardoor het geluid beter moet klinken.

## Buitenkant
De HTC One VX heeft een Super LCD 2-aanraakscherm met een diagonaal van 4,5 inch met een resolutie van 540 bij 960 pixels. Onderaan het scherm bevinden zich drie capacitieve knoppen, van links naar rechts: een terugknop, de startknop en de menuknop. Het toestel is, in tegenstelling tot bijna alle smartphones in de One-serie, gemaakt van plastic en niet van aluminium. Verder is er een 5 megapixel-cameralens met een led-flitser aan de achterkant aanwezig en aan de voorkant is er een camera voor videobellen.